# Sleep (película de 2023)
Sleep (en hangul, 잠; romanización revisada, Jam; literalmente, «Dormir») es una película surcoreana de 2023, escrita y dirigida por Yoo Jae-seon (Jason Yu) y protagonizada por Jung Yu-mi y Lee Sung-kyun. Se estrenó en el Festival de Cine de Cannes el 21 de mayo de 2023.

## Sinopsis
Hyun-su y Soo-jin son recién casados. Un día él comienza repentinamente a hablar en sueños, y es como si alguien estuviera dentro de él: «ha entrado alguien», como pronuncia sonámbulo. A partir de esa noche, cada vez que se queda dormido, se transforma en otra persona sin recordar lo que pasó la noche anterior. Soo-jin está abrumada por la ansiedad de que mientras ella duerme la familia pueda resultar dañada, y apenas puede pegar ojo debido a este miedo irracional. A pesar del tratamiento para dormir, el sonambulismo de Hyun-su se intensifica y ella comienza a sentir que el hijo de ambos que va a nacer puede estar en peligro.

## Reparto
- Jung Yu-mi como Soo-jin.[5][6]
- Lee Sun-kyun como Hyun-su.[7][8]
- Kim Geum-soon como la abuela del palacio del mar.
- Lee Dong-chan como el abuelo de Park Choo-gi.
- Kim Nam-woo como un compañero de trabajo de Soo-jin.
- Seo Yi-sook.

### Apariciones especiales
- Kim Gook-hee como Min-jeong, la vecina del piso de abajo.[9]
- Lee Kyung-jin como la madre de Soo-jin.
- Yoon Kyung-ho como el médico.[10][11]

## Producción
Sleep es el debut como director de Yoo Jae-seon (Jason Yu), responsable también del guion. En octubre de 2021 se anunció que la película estaba en preproducción y que el rodaje comenzaría a principios del año sucesivo, así como los nombres del director y los dos protagonistas. Jung Yu-mi y Lee Sun-kyun había trabajado juntos en tres películas anteriores (Lost in the Mountains de 2009, Oki's Movie de 2010 y Our Sunhi de 2013, ambas dirigidas por Hong Sang-soo), aunque compartieron poco tiempo en pantalla.
El rodaje concluyó el 12 de abril de 2022.El director Yoo Jae-seon había trabajado anteriormente como ayudante de producción de Okja, de Bong Joon-ho, el cual elogió Sleep diciendo que «es una película pequeña pero sólida y parecida a una joya».Yoo declaró a este propósito: «mientras filmaba Sleep, me encontré inconsciente y conscientemente luchando por imitar al director Bong, a quien vi en Okja». El propio Bong aconsejó encarecidamente a Lee Sun-kyun que aceptara el papel de Hyun-su.
El 2 de agosto de 2023 la productora Lotte Entertainment lanzó el avance principal de la película, de 60 segundos de duración.El 18 del mismo mes se presentó con una proyección y una rueda de prensa celebrada en la entrada de la Universidad Lotte Cinema Konkuk en Gwangjin-gu, Seúl, con la presencia del director y los dos protagonistas.

## Estreno
Sleep fue invitada a la Semana de la Crítica del Festival Internacional de Cine de Cannes, donde se exhibió el 21 de mayo de 2023. El director Yoo Jae-seon fue candidato al premio Cámara de Oro reservado a los directores noveles.También se exhibió en el 56.º Festival Internacional de Cine Fantástico de Sitges, a principios de octubre, donde había generado expectación tras el éxito de público y crítica cosechado en Cannes, y también fue recibida con favor por el público del festival catalán.
La película se estrenó en su país el 6 de septiembre de 2023, en 1231 salas.También fue elegida para el 24.º Festival de Cine Asiático de San Diego, en noviembre del mismo año.

## Taquilla y recepción
Sleep ocupó el primer lugar de taquilla con casi 80 000 espectadores en el día de su estreno. Al final de su período de exhibición había vendido 1 466 593 entradas, y dejó una taquilla del equivalente en wones a 10 345 245 dólares, gracias a lo cual superó el punto de equilibrio. En octubre de 2023 estaba por este concepto en la séptima posición entre las películas surcoreanas estrenadas en dicho año, y fue la película de mayor éxito en la temporada de otoño, pese al estreno de otros títulos populares en coincidencia con las festividades de Chuseok.
Para agradecer al público el éxito obtenido, los protagonistas Jung Yu-mi y Lee Sun-kyun, junto a Yoon Kyung-ho, visitaron algunas salas cinematográficas de Seúl y sus alrededores los días 16 y 17 de septiembre, y saludaron al público desde el escenario.
El sitio de reseñas cinematográficas Letterbox la eligió como una de las tres mejores películas de terror de 2023, de una lista de cincuenta títulos.

### Crítica
Ricardo Rosado (Fotogramas) considera la película como una de las sorpresas surcoreanas del año: «terrorífica, divertida, sencilla, carismática y corta. En su hora y media, el título no para de generar tensión entre el público, desesperado como la protagonista ante el próximo arrebato sonámbulo de su marido, mientras refresca el ambiente con las dosis perfectas de comedia que hacen que el miedo sepa mejor». Resalta la buena química entre ambos protagonistas, que hace que los demás elementos funcionen.
Miguel Ángel Romero (Cinemanía) señala que los dos protagonistas «sostienen el peso dramático y el suspense del filme, en una clase magistral de interpretación». Se trata de una película que «sufre una verdadera metamorfosis en su desarrollo. Un ejemplo más del buen hacer del cine de terror de Corea del Sur», donde la trama al final explota y vira inesperadamente «hacia el fantástico de la manera más atrevida y valiente posible, convirtiéndose en un thriller fantasmal donde la realidad y la fantasía comienzan a difuminarse».
Jonathan Romney (ScreenDaily) escribe que «esta divertida película surcoreana mantendrá a los espectadores, si no al borde de sus asientos, ciertamente despiertos, ya que presenta cambios imaginativos y a veces engañosos sobre una simple premisa de sonambulismo. Las agudas actuaciones de  la estrella de Parásitos Lee Sun-kyun y de Jung Yu-mi (Train to Busan), además de un uso ágil de interiores claustrofóbicos, hacen de este un debut altamente exportable y de culto».